# 더부신경핵
더부신경핵(spinal accessory nucleus, accessory nucleus)은 더부신경의 척수부분(spinal part)이 유래하는 신경핵으로, 앞뿔의 뒤가쪽에 있는 척수의 목 분절(C1-C5) 내에 있다. 고전적으로 더부신경의 뇌부분(cranial part)은 의문핵에서 유래한다고 설명된다. 그러나 이 뇌부분의 존재 자체에 대해 최근에는 의문이 있고 뇌부분은 미주신경에 포함된다고 여겨지기도 한다.
이 용어는 인체 해부학과 인간 이외의 다른 동물의 해부학을 설명하는 데 계속 사용되고 있다.

## 추가 이미지

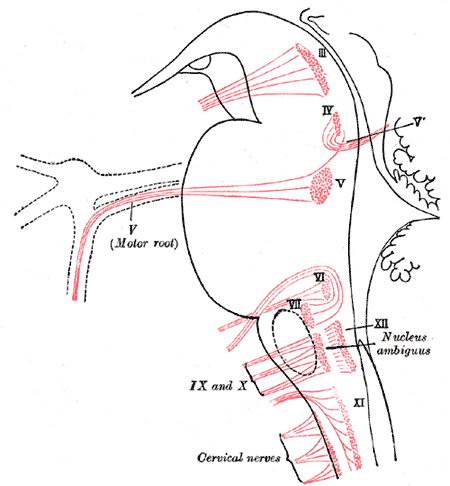
도식적으로 표현된 뇌 운동 신경이 기원하는 신경핵. 가쪽에서 본 그림.
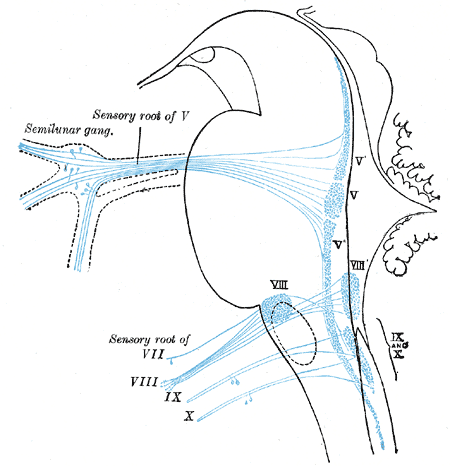
들신경 성분(감각신경) 뇌신경의 1차 말단 핵이 개략적으로 표시된 그림. 가쪽에서 본 그림.